# Guilherme Fontes
Guilherme Machado Cardoso Fontes (Petrópolis, Brésil, 8 janvier 1967) est un acteur et réalisateur de cinéma, de théâtre et de télévision. 

## Filmographie
Comme acteur de cinéma
- 1986 : La Couleur de sa destination : Paulo
- 1987 : Un train pour les étoiles : Vinicius
- 1988 : Dedé Mamata : Dedé
- 2007 : Primo Basílio : Sebastião

Comme réalisateur
- 1996 : Chatô, o Rei do Brasil (film non distribué), sur la vie du journaliste Assis Chateaubriand, pionnier de la télévision au Brésil, dans les années 1950, film pour lequel il a été condamné à 3 ans de prison pour fraude fiscale et détournement de subvention en 2010.

Telenovelas
- 1985 : Tu Tu Tu : Caco
- 1986 : Brousse de roche : Júnior
- 1988 : Bébé à bord : Rei
- 1990 : Gens fins : Maurício
- 1993 : Femmes de sable : Marcos Assunção
- 1994 : Le Voyage : Alexandre Toledo
- 1995 : Malhação : Rei star
- 1996 : La Fin du monde : Josias Junqueira
- 1996 : Le Roi du bétail : Otávio (Tavinho)
- 2001 : Estrela-Guia : Tony Salles
- 2005 : Coup coup : Jeff Wall Street
- 2007 : Malhação : Fernando Albuquerque (Naninho)
- 2008 : Beauté pure : Alexandre Brito (Alex)
- 2008 : Casos e Acasos .... Chico
- 2009 : Tudo Novo de Novo .... Paulo
- 2010 : S.O.S. Emergência .... Heito
- 2010 : As Cariocas .... Luiz Felipe
- 2011 : Cordel Encantado .... Marquês Zenóbio Alfredo
- 2012 : As Brasileiras .... Nelson (episódio "A Adormecida de Foz do Iguaçu")
- 2013 : Além do Horizonte.... Flávio